# Androsace cortusifolia
Androsace cortusifolia là một loài thực vật có hoa trong họ Anh thảo. Loài này được Nakai mô tả khoa học đầu tiên năm 1917.